# Božidar Bećarević
Božidar "Boško" Bećarević (ur. 16 listopada 1910 w Desimirovacu 
koło Kragujevaca, zm. prawdopodobnie w 1950 r. w Belgradzie) – serbski funkcjonariusz policji, szef Oddziału IV Antykomunistycznego specjalnej policji w Belgradzie podczas II wojny światowej.
W 1929 r. ukończył gimnazjum w Kragujevacu. W 1930 r. rozpoczął studia prawnicze na Uniwersytecie w Belgradzie, ale nie ukończył ich. Początkowo pracował w szpitalu miejskim w Kragujevacu, zaś od lutego 1932 r. w miejskiej policji w tym samym mieście. W maju 1936 r. został szefem oddziału politycznego, zwalczającego m.in. komunistów. W 1939 r. objął funkcję zastępcy komisarza policji pogranicznej w Kotoribie na granicy z Węgrami. Od maja 1940 r. służył w policji w Belgradzie, dochodząc do funkcji szefa Oddziału IV Antykomunistycznego. Po zajęciu Jugosławii przez wojska Osi w kwietniu 1941 r., wstąpił do nowo utworzonej kolaboracyjnej specjalnej policji w okupowanym Belgradzie, w której ponownie służył w Oddziale IV Antykomunistycznym. W listopadzie tego roku stanął na jego czele. Ściśle współpracował z Gestapo. Wobec zbliżania się do Belgradu Armii Czerwonej i komunistycznych oddziałów jugosłowiańskich ewakuował się wraz z personelem Oddziału IV do Wiednia na pocz. października 1944 r., zabierając ze sobą tajne archiwa. Następnie wyjechał do słoweńskiego Primorja, nawiązując kontakt z Serbskim Korpusem Ochotniczym. W kwietniu 1945 r. w Gorycji został schwytany przez włoskich partyzantów, po czym przekazany Brytyjczykom. Osadzono go w obozie w Bari. 3 stycznia 1946 r. został odesłany do Jugosławii. Po procesie, 28 października 1949 r. został skazany na śmierć. Dalsze jego losy pozostają niepewne, według niektórych świadectw żył jeszcze w 1952.